# 神戸市立広陵小学校
神戸市立広陵小学校（こうべしりつ こうりょうしょうがっこう）は、兵庫県神戸市北区筑紫が丘二丁目にある市立小学校。

## 沿革
- 1975年 - 開校

## 教育目標
学校教育目標
- やさしく
  - 一人一人の違いを認め、助け合い励まし合う仲間作りを図る。
  - 人と人とのふれあいを大切にし、助け合い思いやることで共に高め合う子どもを育てる。
- つよく
  - 基本的生活習慣を身につけさせ、生活リズムを持たせる。（気持ちの良い返事・挨拶）
  - 子どもの実態を把握し、体力の向上を図る。
- すすんでまなぶ
  - 授業の組み立てを考え、考える子どもを育てる。
  - 個に応じた指導法を研究し、基礎学力の保障を目指す。
  - 感性を豊かにし、素直に表現する子を育てる。

学年目標
- 1年生
  - なかよくする子  げんきな子  しっかりきく子
- 2年生
  - 助けあう子  たくましい子  よく考える子
- 3年生
  - 思いやりのある子  たくましい子  よく考える子
- 4年生
  - 相手の気持ちを考える子  しっかり聞き自分の考えをもつ子  自分からすすんで取り組む子
- 5年生
  - 仲間と共に  失敗をおそれず  チャレンジできる子
- 6年生
  - 大きな目と心で周りを見、 じっくり考え  自分から動く子

## 通学区域
神戸市北区に属する。
- 小倉台、広陵町（1 - 6丁目）、筑紫が丘（1・2丁目）、山田町下谷上

## 交通・アクセス
- 神戸電鉄有馬線山の街駅下車、徒歩15分
- 神戸市バス・阪急バス「広陵町4丁目」下車、徒歩5分

## 周辺
- 神戸市立広陵中学校（進学先中学校）
- イオンつくしが丘店
- 山ノ街ゴルフガーデン

## 通学区域が隣接している学校
- 神戸市立筑紫が丘小学校
- 神戸市立甲緑小学校
- 神戸市立谷上小学校